# Kapellen
Kapellen è un comune belga di 26 104 abitanti nelle Fiandre (Provincia di Anversa).